# Yazid Kaïssi
Yazid Kaïssi (arab. يزيد قيسي, ur. 26 maja 1981) – marokańsko-francuski piłkarz, grający jako środkowy pomocnik. Reprezentant kraju na igrzyskach olimpijskich.

## Klub

### Początki
Zaczynał karierę w RC Lens, gdzie grał jako junior do 2000 roku.

### ES Wasquehal
1 lipca 2001 roku został wypożyczony do ES Wasquehal. W tym zespole zadebiutował 6 marca 2001 roku w meczu przeciwko FC Istres (wygrana 1:0). Na boisko wszedł w 87. minucie, zmienił Abdelmajida Oulmersa. Łącznie zagrał 8 meczów.

### Panionios GSS
1 stycznia 2005 roku zmienił klub na Panionios GSS. W Grecji zadebiutował 22 stycznia 2005 roku w meczu przeciwko AO Chalkidona (0:0). Grał 70 minut, został zmieniony przez Petra Vlčeka. Łącznie zagrał 5 meczów.

### BK Häcken
1 lipca 2005 roku dołączył do BK Häcken. W Szwecji zadebiutował 3 kwietnia 2006 roku w meczu przeciwko Malmö FF (1:1). W sumie zagrał 3 mecze.

### 2007–2011
1 lipca 2007 roku dołączył do Umm-Salal SC. 1 września 2009 roku został zawodnikiem Al Karama. 1 lutego 2010 roku został zawodnikiem Dubai SCS.

### Wydad Fès
1 sierpnia 2011 roku dołączył do Wydadu Fès. W tym klubie zadebiutował 11 października 2011 roku w meczu przeciwko Wydad Casablanca (porażka 0:1). Zagrał cały mecz. Łącznie zagrał 7 spotkań.

### Dalsza kariera
1 lutego 2013 roku (po półrocznym byciu bez klubu) dołączył do SC Feignies. 1 lipca 2016 roku zakończył karierę.

## Reprezentacja
Zagrał 3 mecze na Igrzyskach Olimpijskich 2004.